# Ulrich Khuon

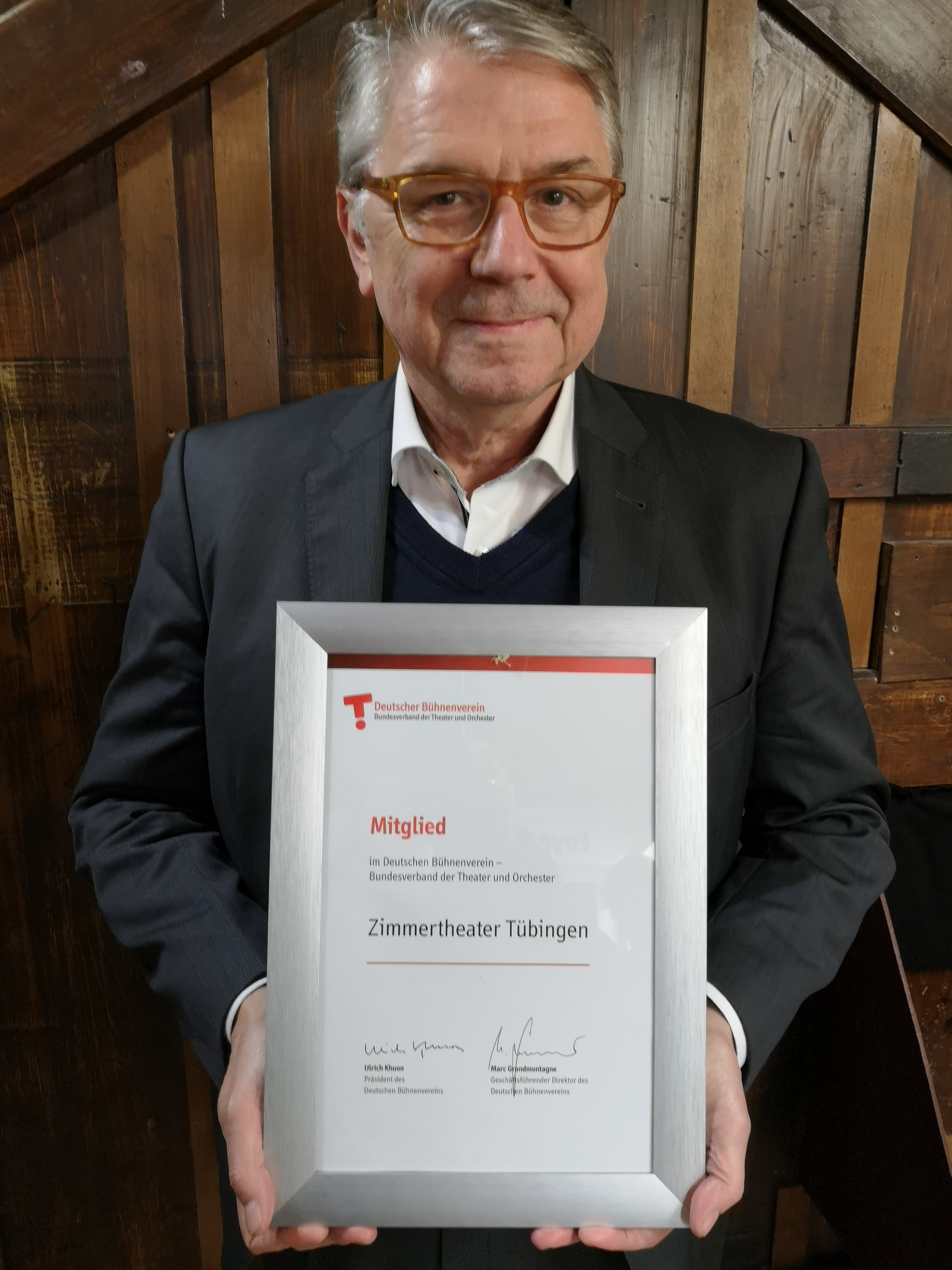
Ulrich Khuon, Präsident des Deutschen Bühnenvereins (DBV) übergibt dem Zimmertheater Tübingen die Aufnahmeurkunde. (Foto: 2018)

Ulrich Khuon (* 31. Januar 1951 in Stuttgart) ist ein deutscher Dramaturg und Intendant.

## Leben und Wirken
Nach dem Abitur studierte Khuon zunächst Rechtswissenschaft und schloss ein Studium der Theologie und Germanistik an, das er mit dem Staatsexamen beendete. 
Zum Theater kam er über seine Tätigkeit als Theater- und Literaturkritiker, die er von 1977 bis 1980 bei der Badischen Zeitung in Freiburg ausführte. 1980 erhielt er am Stadttheater Konstanz sein erstes Engagement als Chefdramaturg, ehe er von 1988 bis 1993 die Intendanz des Hauses übernahm.
Im Anschluss war Khuon von 1993 bis 2000 Intendant am Schauspielhaus Hannover und übernahm zur Spielzeit 2000/01 die Nachfolge von Intendant Jürgen Flimm am Hamburger Thalia Theater. Zur Spielzeit 2009/2010 übernahm Khuon die Intendanz des Deutschen Theaters Berlin von Bernd Wilms, dessen Vertrag 2008 auslief. Khuon wurde 1997 zum Professor an der Hochschule für Musik und Theater Hannover ernannt.
Khuon ist seit 1998 Jury-Mitglied des Else-Lasker-Schüler-Dramatikerpreises, seit 1999 gehört er der Deutschen Akademie der Darstellenden Künste und dem Vorstand der Intendantengruppe im Deutschen Bühnenverein an und ist außerdem Mitglied in diversen Jurys zur Förderung des Schauspieler- und Regienachwuchses. Seit 2002 steht er dem Ausschuss für künstlerische Fragen im Deutschen Bühnenverein vor und amtierte von 2002 bis 2005 als Generalsekretär der Europäischen Theater Konvention (ETC). 2004 wurde er in den Beirat Theater/Tanz des Goethe-Instituts berufen. Auf der Frühjahrs-Mitgliederversammlung der Akademie der Künste Berlin am 25. Mai 2013 wurde Khuon als neues Mitglied in die Sektion Darstellende Kunst gewählt. Von 2011 bis 2016 war er Vorsitzender der Intendantengruppe des Deutschen Bühnenvereins, zu dessen Präsidenten er 2017 gewählt wurde. Seine Nachfolge trat am 21. November 2020 Carsten Brosda an.
Zur Spielzeit 2024/25 hat Ulrich Khuon am Schauspielhaus Zürich interimistisch die Intendanz und den Vorsitz der Geschäftsleitung übernommen.
Er gehört der Mitgliederversammlung der Heinrich-Böll-Stiftung an. 2020 gehörte er zu den Initiatoren der Initiative GG 5.3 Weltoffenheit.
Der Schauspieler Alexander Khuon ist Ulrich Khuons Sohn, die Dramaturgin Nora Khuon ist seine Tochter.